# Ворден (Вісконсин)
Ворден (англ. Worden) — місто (англ. town) в США, в окрузі Кларк штату Вісконсин. Населення — 708 осіб (2020).

## Демографія
Згідно з переписом 2010 року, у місті мешкало 666 осіб у 213 домогосподарствах у складі 171 родини. Було 239 помешкань
Расовий склад населення:
| - 99,1 % — білих |

До двох чи більше рас належало 0,9 %. Частка іспаномовних становила 0,0 % від усіх жителів.
За віковим діапазоном населення розподілялося таким чином: 37,5 % — особи молодші 18 років, 50,9 % — особи у віці 18—64 років, 11,6 % — особи у віці 65 років та старші. Медіана віку мешканця становила 31,8 року. На 100 осіб жіночої статі у місті припадало 117,6 чоловіків;  на 100 жінок у віці від 18 років та старших — 117,8 чоловіків також старших 18 років.
Середній дохід на одне домашнє господарство  становив 60 433 долари США (медіана — 50 750), а середній дохід на одну сім'ю — 64 275 доларів (медіана — 56 250). Медіана доходів становила 33 125 доларів для чоловіків та 32 969 доларів для жінок. За межею бідності перебувало 9,4 % осіб, у тому числі 10,1 % дітей у віці до 18 років та 12,3 % осіб у віці 65 років та старших.
Цивільне працевлаштоване населення становило 285 осіб. Основні галузі зайнятості: сільське господарство, лісництво, риболовля — 23,2 %, освіта, охорона здоров'я та соціальна допомога — 20,0 %, виробництво — 17,9 %.